# Sony Corporation of America

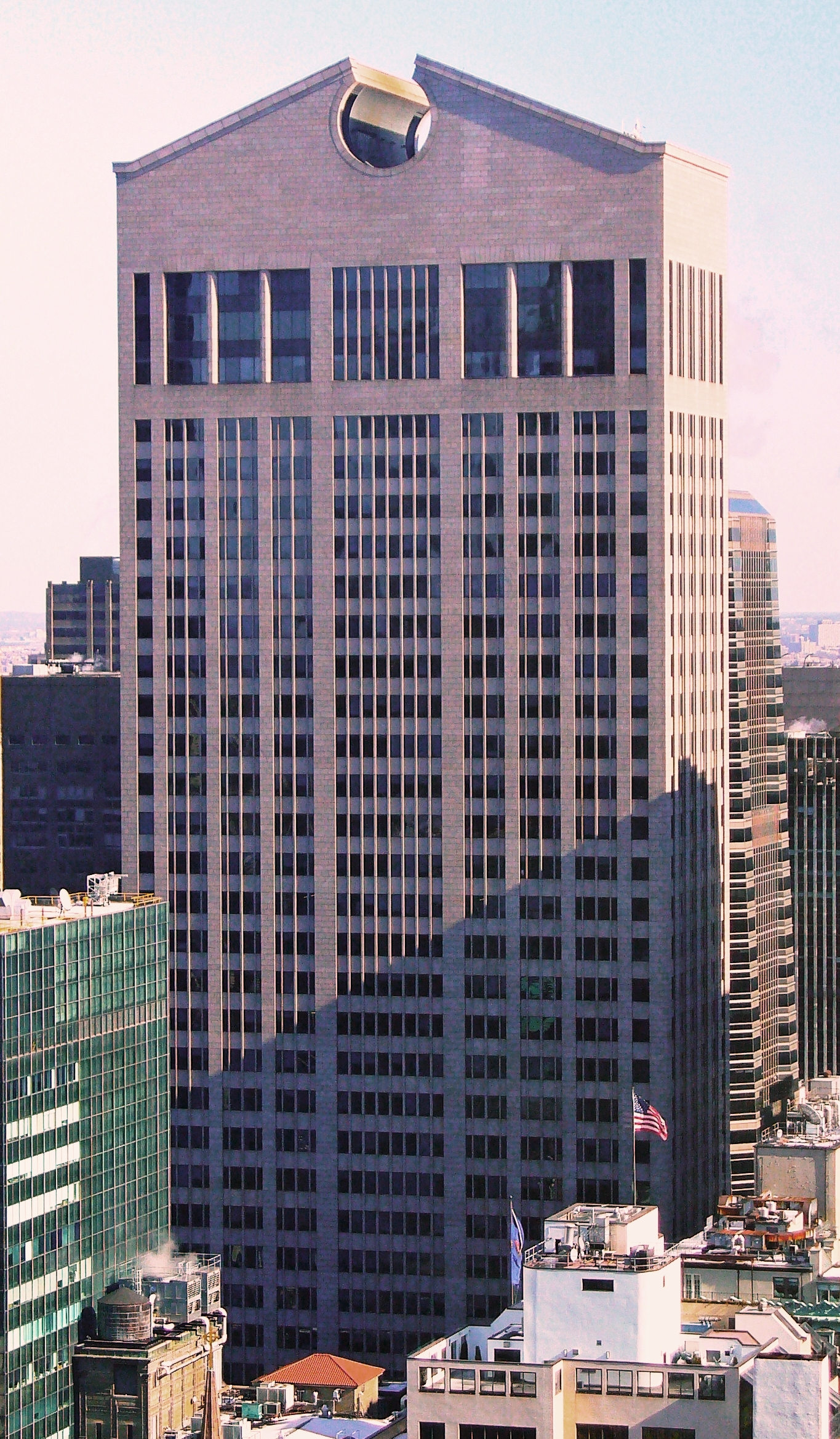
550 Медісон-авеню, колишня штаб-квартира SCA у Мідтауні Мангеттену

Sony Corporation of America (SCA, також відомий як SONAM) —  американський підрозділ японського конгломерату Sony Group Corporation. Він базується в Metropolitan Life North Building на Медісон-авеню у Нью-Йорку та виконує функції штаб-квартири Sony в США і управляє її бізнесом, що базується в США.
Основні підприємства Sony у США включають Sony Electronics, Sony Pictures Entertainment, Sony Interactive Entertainment і Sony Music Group (що включає Sony Music Entertainment і Sony Music Publishing).
У грудні 2016 року багато інформаційних видань повідомляли, що Sony розглядає можливість реструктуризації своїх активів у США шляхом об'єднання свого телевізійного та кінобізнесу Sony Pictures Entertainment з ігровим бізнесом Sony Interactive Entertainment. Згідно з повідомленнями, така реструктуризація поставила б Sony Pictures під керівництво тодішнього генерального директора Sony Interactive Ендрю Хауса, хоча Хаус не брав би на себе щоденних операцій кіностудії. Згідно з одним звітом, Sony мала прийняти остаточне рішення щодо можливості злиття телевізійного, кіно- та ігрового бізнесу до кінця фінансового року в березні наступного року (2017). Станом на 2023 рік нічого не здійснилося.

## Інвестиції в США
Sony інвестує в Сполучені Штати з 1960-х років, є десятим найбільшим прямим іноземним інвестором у Сполучених Штатах з інвестиціями на суму понад 90 мільярдів доларів. У 2021 році більше половини доходу Sony Corporation принесли компанії, розташовані в США.

### Sony Music Group
5 січня 1988 року Sony увійшла в музичну індустрію, придбавши CBS Records, міжнародну філію підрозділу Columbia Records компанії CBS за 2 мільярди доларів. У 1991 році компанія CBS Records була перейменована в Sony Music. Лейбл CBS Records був перейменований на Columbia Records після того, як Sony придбала назву Columbia та торгові марки EMI. Дохід Sony Music Entertainment у 2021 році склав 8,9 мільярда доларів. Станом на 2023 рік Sony Music Group є другою за величиною серед звукозаписних компаній «Великої трійки» після Universal Music Group, за якою третьою слідує Warner Music Group. Його музичний видавничий підрозділ Sony Music Publishing є найбільшим музичним видавцем у світі.

### Sony Pictures Entertainment
9 листопада 1989 року Sony увійшла в кіноіндустрію, придбавши Columbia Pictures за 3,4 мільярда доларів. Columbia Pictures вважається однією з «Великої п'ятірки» головних американських кіностудій. У 2021 році Sony Pictures Entertainment стала найбільш прибутковою кінокомпанією США.

#### Людина-павук у фільмах
У 1999 році Sony придбала у Marvel Entertainment права інтелектуальної власності на участь Людини-павука у фільмах за 7 мільйонів доларів. Франшиза Людини-павука від Sony зібрала в прокаті понад 9,8 мільярда доларів, що робить її п'ятою найкасовішою франшизою в історії. У 2021 році Людина-павук: Додому шляху нема став шостим найкасовішим фільмом усіх часів.

### Sony Interactive Entertainment
У 2016 році Sony перемістила PlayStation, найбільший бренд Sony за доходами, до Сполучених Штатів. Найбільшим придбанням корпорації Sony стала американська компанія з виробництва відеоігор Bungie за 3,7 мільярда доларів у 2022 році. PlayStation 4 була найприбутковішою консоллю в історії, з понад 117 мільйонами проданих одиниць, що робить її четвертою найбільш продаваною консоллю всіх часів. God of War стала однією з 50 найбільш продаваних ігор усіх часів, з 23 мільйонами продпних одиниць. Дохід Sony Interactive Entertainment у 2021 році склав 25 мільярдів доларів. PS5 стала найшвидше продаваною та найприбутковішою консоллю Sony.

## Список придбаних та керованих Sony американських компаній
| Дата покупки      | Назва                      | Галузь                            | Вартість   | Число співробітників | Примітки |
| ----------------- | -------------------------- | --------------------------------- | ---------- | -------------------- | -------- |
| 15 травня 2022    | Bungie                     | Відеоігри                         | $3.7 млрд  | 826                  | [ 18 ]   |
| 8 листопада 1989  | Columbia Pictures          | Фільми/Телебачення                | $3.4 млрд  | 9,500                | [ 22 ]   |
| 5 червня 1988     | CBS Records International  | Музика                            | $2 млрд    | 8,500                | [ 23 ]   |
| 9 серпня 2021     | Crunchyroll                | Ліцензування аніме/Потокове відео | $1.17 млрд | 610                  | [ 24 ]   |
| 18 листопада 2019 | Game Show Network          | Основний кабельний канал          | $500 млн   |                      | [ 25 ]   |
| 2 липня 2012      | Gaikai                     | Хмарний геймінг                   | $380 млн   |                      |          |
| 2022              | Industrial Media           | Розваги                           | $350 млн   | 115                  | [ 26 ]   |
| 19 серпня 2019    | Insomniac Games            | Відеоігри                         | $229 млн   | 420                  | [ 27 ]   |
| 9 листопада 1989  | Guber-Peters Entertainment | Фільми/Телебачення                | $200 млн   |                      |          |
| 10 грудня 2019    | Silvergate Media           | Фільми/Телебачення                | $195 млн   |                      | [ 28 ]   |
| 2 липня 2002      | Acuff-Rose Music           | Видавництво музики                | $157 млн   |                      |          |
| 31 липня 2017     | Funimation                 | Потокове відео                    | $143 млн   | 400                  | [ 29 ]   |
| 22 червня 2001    | Naughty Dog                | Відеоігри                         |            | 600                  | [ 30 ]   |
| 1 грудня 2000     | Bend Studio                | Індустрія відеоігор               |            | 130                  |          |
| 2 серпня 2011     | Sucker Punch Productions   | Відеоігри                         |            | 160                  | [ 31 ]   |
| 18 березня 2021   | EVO Championship           | Кіберспорт                        |            |                      | [ 32 ]   |
| 30 вересня 2021   | Bluepoint Games            | Відеоігри                         |            | 70                   | [ 33 ]   |
| 18 липня 2022     | Repeat                     | Кіберспорт                        |            |                      | [ 34 ]   |
| 5 березня 2012    | The Orchard                | Музика                            |            |                      | [ 35 ]   |
| 4 серпня 2022     | Right Stuf                 | Публікація відео                  |            | 70                   | [ 36 ]   |
| 23 грудня 2012    | Ultra Records              | Музика                            |            |                      | [ 37 ]   |
| 25 жовтня 2022    | Pixomondo                  | Візуальні ефекти                  |            | 655                  | [ 38 ]   |

## Список заснованих Sony американських компаній
| Дата заснування | Назва                   | Галузь           | Число співробітників |
| --------------- | ----------------------- | ---------------- | -------------------- |
| 9 травня 2002   | Sony Pictures Animation | Анімація фільмів | 255                  |
| 1999            | Santa Monica Studio     | Відеоігри        | 300                  |
| 2019            | PlayStation Productions | Розваги          |                      |

## Список акцій Sony в американських компаніях
У 2022 році Sony оголосила, що інвестує в Epic Games понад 1 мільярд доларів. Загальна сума інвестицій Sony в Epic Games становить 1,45 мільярда, Sony володіють 4,9% Epic Games.
| Назва            | Галузь      | Частка     | Пропорція акцій в % | Примітки |
| ---------------- | ----------- | ---------- | ------------------- | -------- |
| Epic Games       | Відеоігри   | $1.45 млрд | 4.9%                | [ 40 ]   |
| Discord          | Комунікація | $100 млн   | 1.4%                | [ 41 ]   |
| Devolver Digital | Відеоігри   | $20 млн    | 5.03%               | [ 42 ]   |

## Активи
- Sony Electronics Inc.
- Sony Entertainment Inc.[43]
  - Sony Pictures Entertainment Inc.
    - Sony Pictures Entertainment Japan
    - Sony Pictures Motion Picture Group
    - Sony Pictures Home Entertainment Inc.
      - Sony Wonder

    - Sony Pictures Television Inc.

  - Sony Music Group
    - Sony Music Entertainment Inc.
    - Sony Music Publishing LLC
- Sony Interactive Entertainment LLC
- Sony DADC US Inc.
- Sony Mobile Communications Inc.[44]
- Sony Immersive Music Entertainment (Sony Corporation of America)[45]

### Інші дочірні компанії
- Громадська аркада Sony Plaza (англ. Sony Plaza Public Arcade, Нью-Йорк, Нью-Йорк)
- Оптичний архів Sony (англ. Sony Optical Archive, Сан-Хосе, Каліфорнія)[46]
- Sony Biotechnology (раніше англ. iCyt Mission Technology, Шампейн, штат Іллінойс) [47]
- Micronics, Inc. (Редмонд, штат Вашингтон) [48]